# Valérie Devaux (polityk)
Valérie Devaux (ur. 19 czerwca 1964 w Amiens) – francuska działaczka polityczna i samorządowa, nauczycielka, posłanka do Parlamentu Europejskiego X kadencji.

## Życiorys
Studiowała na Université de Picardie. Z zawodu nauczycielka języka hiszpańskiego. Działaczka Unii na rzecz Demokracji Francuskiej, a następnie Unii Demokratów i Niezależnych. W 2014 zasiadła w radzie Amiens. W 2020 mer Brigitte Fouré powierzyła jej funkcję jednego ze swoich zastępców. W 2021 została również radną departamentu Somma.
W 2024 z ramienia centrowej koalicji skupionej wokół Renaissance uzyskała mandat deputowanej do PE X kadencji.